# Вальтер Меєувс
Валтер Меєувс (нід. Walter Meeuws, нар. 11 липня 1951) — бельгійський футболіст, що грав на позиції захисника. По завершенні ігрової кар'єри — тренер.
Виступав, зокрема, за клуб «Беєрсхот», а також національну збірну Бельгії.
Триразовий чемпіон Бельгії. Триразовий володар Суперкубка Бельгії. Чемпіон Нідерландів. Володар Кубка Бельгії. Володар Кубка Бельгії (як тренер). Володар Суперкубка Бельгії (як тренер).

## Клубна кар'єра
У дорослому футболі дебютував 1970 року виступами за команду «Расінг Мехелен», в якій провів два сезони. 
Своєю грою за цю команду привернув увагу представників тренерського штабу клубу «Беєрсхот», до складу якого приєднався 1972 року. Відіграв за команду з Антверпена наступні шість сезонів своєї ігрової кар'єри.
Згодом з 1978 по 1985 рік грав у складі команд клубів «Брюгге», «Стандард» (Льєж) та «Аякс». З першою з цих команд виборов титул чемпіона Бельгії у 1980, згодом ще двічі ставав чемпіоном Бельгії у складі «Стандарда», з «Аяксом» також вигравав національну першість —  чемпіонат Нідерландів.
Завершив професійну ігрову кар'єру у клубі «Мехелен», у складі якого вже виступав раніше. Прийшов до команди 1985 року, захищав її кольори до припинення виступів на професійному рівні 1987 року.

## Виступи за збірну
1977 року дебютував в офіційних матчах у складі національної збірної Бельгії. Протягом кар'єри у національній команді, яка тривала 8 років, провів у формі головної команди країни 46 матчів.
У складі збірної був учасником чемпіонату Європи 1980 року в Італії, де разом з командою здобув «срібло», чемпіонату світу 1982 року в Іспанії.

## Кар'єра тренера
Розпочав тренерську кар'єру відразу ж по завершенні кар'єри гравця, 1987 року, очоливши тренерський штаб клубу «Лірс».
Надалі очолював національну збірну Бельгії, а також команди клубів «Антверпен», «Гент», «Раджа» (Касабланка) та «Аль-Іттіхад (Доха)».
Останнім місцем тренерської роботи був клуб «Беверен», головним тренером команди якого Валтер Меєувс був до 2007 року.

## Досягнення

### Як гравця
- Чемпіон Бельгії:

«Брюгге»: 1979-1980
«Стандард» (Льєж): 1981-1982, 1982-1983
- Володар Суперкубка Бельгії:

«Брюгге»: 1980
«Стандард» (Льєж): 1981, 1983
- Чемпіон Нідерландів:

«Аякс»: 1984-1985
- Володар Кубка Бельгії:

«Мехелен»: 1986-1987
- Віцечемпіон Європи: 1980

### Як тренера
- Володар Кубка Бельгії:

«Антверпен»: 1991-1992
«Лірс»: 1998-1999
- Володар Кубка бельгійської ліги:

«Ломмель»: 1997-1998
- Володар Суперкубка Бельгії:

«Лірс»: 1999